# María Antonieta Gutiérrez
María Antonieta "Calu" Gutiérrez là một người viết kịch bản telenovelas Venezuela, con gái của nhà văn kịch bản María Antonieta Gómez. Sau khi bắt đầu sự nghiệp ở quê nhà, cô chuyển đến México để chuyển thể tiểu thuyết cổ điển, còn được gọi là tiểu thuyết hoa hồng, trong các phiên bản hiện đại cho Televisa. Cô được coi là môn đệ của Carlos Romero và Alberto Gómez.